# 文頌嫻
文頌嫻（英語：Annie Man Chung-han，1976年7月20日—），香港上水原居民，香港女演員以及節目主持，曾為亞洲電視及無綫電視旗下藝人。

## 生平
文頌嫻是新界原居民，早於1993年加入香港亞洲電視，曾獲1998年亞視十大最受歡迎女藝員獎項。
2000年轉至無綫電視，2002年至2003年間有不少她有份演出的劇集在無綫電視翡翠台上演。2005年中離開無綫電視。2006年後其演藝事業重心漸漸移往中國大陸。據報道，文頌嫻於2005至06年之間於北京拍攝了電視劇《龍門驛站》。2018年2月16日，該劇於中國大陸影片網站愛奇藝上映。
2010年，文頌嫻參與拍攝由天聖君文化投資的青春勵志情感大戲《愛在屋檐下》，該劇圍繞五個由海奶奶收養的孤兒在海奶奶離世後，四散流離、歷盡磨難、長大成人的故事。其他的參演者有來自台灣的田家達、唐治平，以及中國大陸演員闞清子及夏力薪。2011年9月下旬，《愛在屋檐下》開始於中國大陸播放。
2012年3月2日她與商人男友Jason李梓慎結婚。結婚當日，她宣佈懷有3個月身孕。
2019年復出香港電視圈，為ViuTV擔任節目嘉賓及參與拍攝電視劇《打天下》，並擔任主要角色。
文頌嫻與好友佘詩曼、湯盈盈、梁靖琪、姚樂怡、周家蔚及鍾麗淇，組成圈中「七魔女」。

## 演出作品

### 電視劇 (亞洲電視)
- 1993年：中國教父II之再起風雲 飾 于小曼
- 1994年：鳳凰傳說 飾 方雪明
- 1994年：可憐天下父母心 飾 張家欣
- 1995年：殭屍道長 飾 余碧心
- 1995年：包青天之公正廉明 飾 徐若蘭
- 1995年：法外英雄 飾 何家美
- 1995年：九王奪位 飾 恭蕙格格
- 1996年：坊間故事之甘戴綠頭巾
- 1996年：殭屍道長II 飾 雷秀
- 1996年：千王之王重出江湖 飾 鍾若浮
- 1996年：飄零燕 飾 李亞秋
- 1997年：我來自潮州 飾 陳素貞
- 1997年：撞到正/等著你回來 飾 何帶珠
- 1997年：97變色龍 飾 彭小芹
- 1998年：我來自廣州 飾 李阿弟
- 1998年：穆桂英大破天門陣 飾 楊排風
- 1998年：穆桂英II十二寡婦征西 飾 楊排風
- 1998年：呆佬賀壽 飾 阮小旋
- 1998年：著數一族 飾 戴學儀
- 1999年：英雄之廣東十虎 飾 蘇秋霜
- 1999年：縱橫四海 飾 明星（少女時期）

### 電視劇 (無綫電視)
| 首播   | 劇名           | 角色             | 性質           |
| 2000年 | 金裝四大才子   | 祝曉蓮           | 四大女主角之一 |
| 2001年 | 錦繡良緣       | 頓珠             | 第一女主角     |
| 2001年 | 七姊妹         | 謝美寧           | 第四女主角     |
| 2001年 | 天子尋龍       | 碧瑤仙子/楊玉環  | 第一女主角     |
| 2002年 | 烈火雄心II     | 葉向陽（Sunnie） | 第四女主角     |
| 2002年 | 我要Fit一Fit   | 孫巧璧（Joey）   | 第三女主角     |
| 2002年 | 談判專家       | 葉可人（Cally）  | 兩大女主角之一 |
| 2002年 | 帝女花         | 李玉嫻           | 女配角         |
| 2003年 | 謎情家族       | 周依彤           | 第二女主角     |
| 2004年 | 足秤老婆八兩夫 | 陸錢             | 第二女主角     |
| 2005年 | 驚艷一槍       | 織女/呼延靈鳳    | 第三女主角     |
| 2005年 | 情迷黑森林     | 沙拉（Sarah）    | 第二女主角     |
| 2006年 | 施公奇案       | 錢麗舒（三奶奶） | 第三女主角     |
| 2023年 | 疊影狙擊       | Tina Fok         | 女配角         |

### 電視劇 (漢傳媒)
- 2006年：龍門驛站 飾 封四娘（香港、台灣播映）
- 2007年：十大奇冤 飾 素琴
- 2008年：仁者黃飛鴻 飾 小雲雀
- 2008年：戰友故事 飾 麥麗
- 2011年：爱在屋檐下 飾 程宜（海宜）（中國大陸播映）

### 電視劇 (ViuTV)
- 2020年：打天下 飾 莫可麗

### 電視劇 (香港電台）
- 2023年：《獅子山下——我們之間》第二季 飾 妻子[3]

## 電視節目 (無綫電視)
- 2002年： 《星晨旅遊馬來西亞真的感受》 主持
- 2003年： 《中西食療坊 II》 主持
- 2003年： 《兒歌金曲頒獎典禮》 主持
- 2003年： 《醫生與你危疾系列》 主持
- 2003年： 《韓國加倍開心之旅》 主持
- 2004年： 《美味齋talking》  主持
- 2006年： 《秀出美麗人生2006》 主持
- 2008年： 《鐵甲無敵獎門人》
- 2010年： 《超級遊戲獎門人》
- 2013年： 《超級無敵獎門人終極篇》
- 2016年： 《我愛香港》

## 電影
- 1995年：4個32A和一個香蕉少年
- 1995年：霹靂火
- 1995年：玻璃槍的愛
- 1996年：摩登菩呢提
- 1997年：至激殺人犯
- 1999年：舞廳
- 2000年：魔鬼教師
- 2000年：僱傭兵
- 2001年：千禧願
- 2003年：生化危城
- 2004年：救命
- 2005年：星夢情真
- 2008年：黑勢力
- 2025年：虎毒不

## 廣告
- 1993年：Konica柯尼卡菲林
- 1993年：莊生嬰兒沐浴露(Johnson's Baby Bath)
- 1995年：元綠壽司(Genryoku Sushi)
- 2001年：K.A.T（日本一時裝品牌）廣告
- 2001年：Collagen（日本一美容産品）平面廣告
- 2001年：V'cocca時裝平面廣告
- 2001年：新天地婚紗平面廣告
- 2003年：Clean Up控脂素
- 2003年：Fresh Up粉嫩透紅霜
- 2003年：法國AMYTEL數碼室內無線電話
- 2003年：彩黛美洗髮水
- 2003年：刀嘜好媽媽
- 2004年：慶聯食品
- 2004年：雪完美去斑淨白面膜
- 2004年：雪完美淨白補水面膜
- 2004年：雪完美痘斑蜜
- 2004年：雪完美淨白補水潤膚霜
- 2004年：雪完美去斑淨白面膜
- 2005年：雪完美(拜年篇)
- 2007年：雪完美青春淨白甜睡面膜
- 2007年：雪完美青春淨白瑩采潔面乳

## 短劇
- 2000年：《性本善》（香港電台節目）單元劇《美麗哀歌》 飾 莫詩縈， 其他演員：盧宛茵等
- 2002年：《上海驚情》 飾 Michelle， 其他演員：唐文龍、郭峰、利嘉兒等

## 電台廣播劇
- 2001年：亦舒作品《印度墨》 飾 劉印子 [4]，其他演員：馬浚偉、鄭子誠、彭晴、曾月娥

## 舞台劇
- 1997年：《新不了情》飾 阿敏， 其他演員：林韋辰、Maria Cordero、何守信、鄭則士

## 音樂錄影帶 MV
- 1992年：張學友《暗戀你》
- 1993年：陳慧嫻《秋色》、《最後的纏綿》
- 1993年：蘇有朋《背包》
- 1993年：王菲《有緣的話》
- 1993年：郭富城《沒有你的愛》
- 1999年：陳曉東《以為你只對我好》
- 2002年：鄧健泓《朋友二號》
- 2002年：陳奕迅《Lonely Christmas》
- 2003年：鄭中基《我代你哭》
- 2005年：鄭中基《無賴》

## 外部連結
- 文頌嫻的Instagram帳戶
- Annielog Channel - 文頌嫻的個人網誌(博客)